# Delnice, Gorenja vas-Poljane
Delnice este o localitate din comuna Gorenja vas - Poljane, Slovenia, cu o populație de 131 de locuitori.